# Ҧ
La pe con gancho al medio (Ҧ ҧ) es una letra de la escritura cirílica. Su forma se deriva de la Pe (П п) por la adición de un gancho a la mitad de la pata derecha.
La pe con gancho al medio se utilizó antes en el idioma abjasio, donde representaba la pe aspirada, como la pronunciación de p en pack (inglés). Era la letra número 36 del alfabeto y se transliteraba usando ṗ. Fue substituida por la pe con descensor (Ԥ ԥ).

## Códigos informáticos
| Carácter      | Ҧ                                            | Ҧ                                            | ҧ                                            | ҧ                                            |
| ------------- | -------------------------------------------- | -------------------------------------------- | -------------------------------------------- | -------------------------------------------- |
| Unicode       | LETRA MAYÚSCULA CIRÍLICA PE CON GANCHO MEDIO | LETRA MAYÚSCULA CIRÍLICA PE CON GANCHO MEDIO | LETRA MINÚSCULA CIRÍLICA PE CON GANCHO MEDIO | LETRA MINÚSCULA CIRÍLICA PE CON GANCHO MEDIO |
| Codificación  | decimal                                      | hex                                          | decimal                                      | hex                                          |
| Unicode       | 1190                                         | U+04A6                                       | 1191                                         | U+04A7                                       |
| UTF-8         | 210 166                                      | D2 A6                                        | 210 167                                      | D2 A7                                        |
| Ref. numérica | &#1190;                                      | &#x4A6;                                      | &#1191;                                      | &#x4A7;                                      |

- Datos: Q425058
- Multimedia: Ҧ / Q425058